# دونالد ويندهام
دونالد ويندهام (بالإنجليزية: Donald Windham)‏ (2 يوليو 1920، أتلانتا في الولايات المتحدة - 31 مايو 2010، نيويورك في الولايات المتحدة)؛ كاتب وروائي أمريكي.

## الجوائز
- زمالة غوغنهايم

## روابط خارجية
- دونالد ويندهام على موقع ميوزك برينز (الإنجليزية)
- دونالد ويندهام على موقع قاعدة بيانات برودواي على الإنترنت (الإنجليزية)